# Catz
Catz é uma comuna francesa na região administrativa da Normandia, no departamento Mancha. Estende-se por uma área de 2,77 km². Em 2010 a comuna tinha 121 habitantes (densidade: 43,7 hab./km²).